# Quinto Ênio

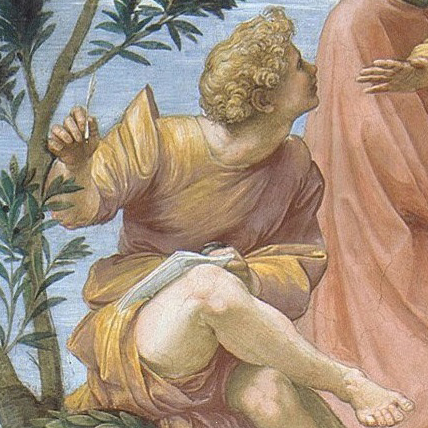
Ênio

Quinto Ênio (português brasileiro) ou Quinto Énio (português europeu) (em latim: Quintus Ennius; Rudiae, 239 a.C. – Roma, 169 a.C.) foi um dramaturgo e poeta épico romano.

## Biografia
Nasceu em Rudiae, uma região da Magna Grécia italiana perto de Lupiae, correspondente à atual cidade de Lecce, e era trilíngue, expressando-se com igual competência em latim, osco e grego. Formado na cultura helênica, Marco Pórcio Catão chamou-o para Roma (204 a.C.) quando o poeta estava na Sardenha fazendo o serviço militar. Em Roma ensinou grego e entrou no Círculo de Cipião; também tratou a Marco Fúlvio Nobilior. Ambos os personagens eram muito influentes e foi introduzindo-os na cultura grega, embora sempre procurasse adaptá-la ao gosto romano nas obras que publicou, até mesmo se conservam duas peças dramáticas de temática puramente romana: Sabinae e Ambricia, bem como a comédia Caupuncula. Também quis fazer original a sua criação de Sátiras, gênero que parecia novo na tradição romana mas que tinha precedentes nas invetivas dos poetas jambógrafos gregos e as sátiras menipeias gregas.

## Obra
Compôs uma vintena de tragédias inspiradas em Eurípides. O conjunto da sua obra teve uma grande importância na consolidação da poesia nacional romana e influiu notavelmente sobre poetas como Lucrécio e Virgílio. Ennio é considerado habitualmente como o primeiro grande poeta épico romano pelos seus Annales onde recolhe em 18 livros de hexâmetros a história de Roma até a sua época; desta magna obra somente restam fragmentos. O papel de Ennio foi fundamental para substituir o antiquado e nacional verso satúrnio pelo hexâmetro datílico de origem grega no cultivo dos temas narrativos ou épicos: ele foi o primeiro que o utilizou em Roma.